# Tứ Yên
Tứ Yên là một xã thuộc huyện Sông Lô, tỉnh Vĩnh Phúc, Việt Nam.
Xã có diện tích 6,43 km², dân số năm 1999 là 4544 người, mật độ dân số đạt 707 người/km².